# Championnat de France de basket-ball de deuxième division 1933-1934
Navigation
Saison précédente Saison suivante
La saison 1933-34 du championnat de France de basket-ball Honneur est la 3e édition du championnat de France de basket-ball de deuxième division. Le CS Plaisance est titré champion de France.

## Présentation
Les huit premiers de la saison précédente affrontent en match de barrage les huit derniers de la Division d'Excellence de la saison correspondante. Les gagnants rejoignent les 12 qualifiés d'office en poules de l'Excellence 1933-1934 tandis que les équipes vaincues continuent dans le 3e tour de la Division d'Honneur. Les confrontations ont lieu le 10 décembre 1933.
Les autres clubs s'affrontent en deux tours préliminaires, puis sont rejoints par les perdants des barrages pour un troisième tour préliminaire, avant une phase finale à partir des 1/16 de finale.

## Compétition

### 1ertour préliminaire
192 équipes se disputent les 96 places pour le 2e tour préliminaire dans des matchs à élimination directe. Les rencontres se déroulent les 5 et 19 novembre 1933.

### 2etour préliminaire
96 équipes se disputent les 46 places pour le 3e tour préliminaire dans des matchs à élimination directe. Les rencontres se déroulent le 10 décembre 1933.

### 3etour préliminaire
Les 8 équipes perdantes des barrages Excellence-Honneur rejoignent les 46 qualifiées des tours précédents. Les rencontres se déroulent le 7 janvier 2024.
| Club 1                 | Score   | Club 2                    |
| ---------------------- | ------- | ------------------------- |
| Black Harriers Bondy   | 28 - 23 | PL Le Havre               |
| Résidence sociale      | 27 - 23 | AS Vendin                 |
| RC France              | Forfait | ICAM Lille                |
| JSP Issy               | 39 - 25 | US Carvin                 |
| E Belleville           | 33 - 23 | Alsacienne-Lorraine       |
| US Métropolitaine      | 43 - 30 | Espérance de Saint-Hélier |
| AS Cannes              | 31 - 29 | US Assomption Lyon        |
| FO Pézenas             | 47 - 13 | ES Saint-Rambert          |
| US Tours               | 32 - 26 | Laetitia Nantes           |
| Foyer Romilly          | 83 - 22 | US Culinaire              |
| Stade bordelais        | 29 - 20 | AES Sociate               |
| US Aix-en-Provence     | 51 - 14 | CASG Lyon                 |
| S. Roannais            | 38 - 31 | Abeille de Gien           |
| AC Wattrelos           | 51 - 12 | USA Clichy                |
| ASH Gravelines         | 27 - 26 | US Suisse                 |
| CAJO                   | 45 - 20 | CS Fontainebleau          |
| Joinville Palissy Nord | 75 - 23 | AM Saint-Quentin          |
| Rhône Sportif          | 31 -29  | CA Coquelicot             |
| OC Grenoble            | 38 - 29 | CASG Besançon             |
| CSF Reims              | 27 - 21 | UST Hayange               |
| Section burdigalienne  | 33 - 26 | AS Saint-Rogatien Nantes  |
| JA Troyes              | 26 - 21 | USPLM                     |
| AS Police              | 39 - 21 | US Le Trait               |
| US Tourcoing           | 28 - 25 | Championnet Sports        |
| ASSB Oignies           | 19 - 10 | CRS 4 Chemins             |
| CS Plaisance           | 46 - 20 | AS Cherbourg-Stella       |
| AS Amicale             | 47 - 34 | USSTA Le Havre            |
| CRO Lyon               | 34 - 32 | Autun                     |
| SCA Tourbes            | 24 - 23 | SA Bordeaux               |
| CA Metz                |         | US Colombier-Fontaine     |
| SU Agen                |         |                           |
| Légion De Franchepré   |         |                           |

### 1/16 de finale
Les 32 équipes qualifiées s'affrontent dans des matchs à élimination directe le 21 janvier 1934
| Club 1               | Score   | Club 2                 |
| -------------------- | ------- | ---------------------- |
| OC Grenoble          | 48 - 29 | US aixoise             |
| JA Troyes            | 36 - 26 | RC France              |
| CAUFA Romilly        | 52 - 21 | CAJO                   |
| Légion De Franchepré | 27 - 59 | AS Saint-Barbe Oignies |
| S. Burdigalienne     | 20 - 32 | FO Piscenois           |
| US tourquennoise     | 58 - 30 | AS amicale             |
| US Suisse            | 36 - 35 | AS résidente sociale   |
| CRO Lyon             | 32 - 27 | E. Belleville          |
| ASSB Oignies         | 9 - 18  | JSP Issy               |
| AC Watrelos          | 8 - 22  | CS Plaisance           |
| US Métro             | 31 - 26 | S. Roannais            |
| SU Agen              | 13 - 22 | SBUC                   |
| Rhône Sportif        | 25 - 28 | ASPP                   |
| SCA Tourbais         | 23 - 25 | AS Cannes              |
| US Tours             | 20 - 54 | ASSBH                  |
| CSF Reims            | 21 - 40 | USC Fontaine           |

### 1/8 de finale
Les 16 équipes qualifiées s'affrontent dans des matchs à élimination directe le 4 février 1934. Les gagnants des matchs sont qualifiés pour le championnat de France de basket-ball Excellence 1934-1935.
| Club 1           | Score   | Club 2                 |
| ---------------- | ------- | ---------------------- |
| OC Grenoble      | 51 - 29 | CRO Lyon               |
| ASPP             | 30 - 43 | CAUFA Romilly          |
| CS Plaisance     | 31 - 16 | USC Fontaine           |
| SBUC             | 25 - 23 | US Métro               |
| AS Cannes        | 11 - 43 | FO Piscenois           |
| US tourquennoise | 17 - 22 | US Suisse              |
| ASSBH            | 36 - 19 | JA Troyes              |
| EESJASPN         | 45 - 23 | AS Saint-Barbe Oignies |

### 1/4 de finale
Les 8 équipes qualifiées s'affrontent dans des matchs à élimination directe le 25 février 1934.
| Club 1       | Score   | Club 2        |
| ------------ | ------- | ------------- |
| FO Piscenois | 44 - 23 | OC Grenoble   |
| ASSBH        | 39 - 46 | CS Plaisance  |
| EESJASPN     | 36 - 48 | CAUFA Romilly |
| SBUC         | 31 - 56 | US Suisse     |

### 1/2 finale
Les 4 équipes qualifiées s'affrontent dans des matchs à élimination directe le 11 mars 1934.
| Club 1       | Score   | Club 2        |
| ------------ | ------- | ------------- |
| FO Piscenois | 27 - 34 | CS Plaisance  |
| US Suisse    | 52 - 33 | CAUFA Romilly |

### Finale

#### Match
La finale se joue à Romilly le 8 avril 1934.
| Club 1    | Score   | Club 2       |
| --------- | ------- | ------------ |
| US Suisse | 28 - 33 | CS Plaisance |

Le CS Plaisance est couronné champion de france d'Honneur 1933-1934.